# Damlacrosse
Damlacrosse är den lacrosse som utövas av kvinnor. Lacrosse spelades ursprungligen av indianerna. Damer började utöva sporten 1890 vid St Leonard's School i Skottland. Reglerna skiljer sig från herrarnas.
På collegenivå i USA organiseras damernas lacrosse av National Collegiate Athletic Association.

### Fotnoter
1. ↑  James Hinkson och Joe Lombardi. ”How Women’s Field Lacrosse Differs from Men’s Field Lacrosse” (på engelska). For Dummies. http://www.dummies.com/how-to/content/how-womens-field-lacrosse-differs-from-mens-field-.html. Läst 8 november 2015.